# Багдадський університет
Багдадський університет (араб. جامعة بغداد) — вищий навчальний заклад в Іраку.

## Історія
Багдадський університет був заснований за замовленням королівського уряду в 1957 році, на березі річки Тигр. У 1962 році до складу університету був включений Університет Мунтасіра, де основний упор робився на викладання права та літератури.

## Відомі випускники
- Нурі аль-Малікі — прем'єр-міністр Іраку
- Тарік Азіз — віце-прем'єр-міністр Іраку
- Джалаль Талабані — президент Іраку
- Абдуррахман Вахід — президент Індонезії
- Назіха Явдет Ашха аль-Дулаймі (1923—2007) — перша жінка-міністр Іраку, перша жінка-міністр арабського світу.
- Фуад Хусейн — міністр закордонних справ Іраку.
- Ахмед Авад бін Мубарак — Прем'єр-міністр Ємену.
- Тарек Аділ Казем — іракський дипломат. Повноважний міністр. Тимчасовий повірений у справах Іраку в Україні (з 2024)